# Устьянский район
Устья́нский райо́н — административно-территориальная единица (район) в Архангельской области Российской Федерации. В рамках организации местного самоуправления в его границах функционирует муниципальное образование Устьянский муниципальный округ (с 2004 до 2022 гг. — муниципальный район).
Административный центр — рабочий посёлок Октябрьский.

## География
Район расположен на юге Архангельской области. Назван по имени реки Устьи (бассейн Северной Двины). Площадь — 10720 км².
Климат умеренный. 9 мая 2010 года в Шангалах была отмечена самая высокая температура за историю наблюдений — 31 °C.
Устьянский район приравнен к районам Крайнего Севера.

## История
Устьянский район с центром в селе Шангалы был образован 15 мая 1929 года в составе Няндомского округа Северного края РСФСР из Бестужевской, Малодорской, Никольской (Строевской) и Шангальской волостей Вельского уезда и Минского и Заячерецкого сельсоветов Спасской волости бывшего Тотемского уезда. В 1931 году в состав Устьянского района были переданы Рыжковский, Чадромский и Шастовский сельсоветы Вельского района. В мае 1956 года в состав Устьянского района был передан посёлок Илеза Тарногского района Вологодской области. В сентябре 1959 года в состав Устьянского района были переданы посёлок Кизема, Бритвинский, Верхне-Березницкий, Дмитриевский, Лихачёвский и Синицкий сельсоветы Черевковского района. 26 сентября 1975 года райцентр был перенесён из села Шангалы в посёлок городского типа Октябрьский (с 1950 года до 6 января 1958 года райцентром был посёлок Первомайский).

## Население
| 2002    | 2006    | 2008    | 2009    | 2010    | 2011    | 2012    | 2013    | 2014    |
| ------- | ------- | ------- | ------- | ------- | ------- | ------- | ------- | ------- |
| 37 131  | ↘34 853 | ↘33 933 | ↘33 505 | ↘30 581 | ↘30 461 | ↘29 563 | ↘28 876 | ↘28 248 |
| 2015    | 2016    | 2017    | 2018    | 2019    | 2020    | 2021    | 2023    |         |
| ↘27 797 | ↘27 288 | ↘26 937 | ↘26 606 | ↘26 100 | ↘25 731 | ↘24 370 | ↘23 609 |         |

### Урбанизация
Городское население (рабочий посёлок Октябрьский) составляет 38,15 % от всего населения района.

### Национальный состав
По итогам переписи населения 2020 года проживали следующие национальности (национальности менее 0,1 % и другое, см. в сноске к строке «Другие»):
| Национальность | Численность, чел. | Доля     |
| -------------- | ----------------- | -------- |
| Русские        | 23 809            | 97,70 %  |
| Украинцы       | 111               | 0,46 %   |
| Азербайджанцы  | 49                | 0,20 %   |
| Белорусы       | 36                | 0,15 %   |
| Молдаване      | 25                | 0,10 %   |
| Другие         | 340               | 1,39 %   |
| Итого          | 24 370            | 100,00 % |

## Административное деление
В Устьянский район как административно-территориальную единицу области входят 1 посёлок городского типа и 17 сельсоветов Помимо одноимённых бывшим сельским поселениям сельсоветов, Ростовско-Минское сельское поселение существовало на территории двух сельсоветов: Ростовского и Минского, а Чадромский сельсовет относился к Октябрьскому городскому поселению.
С 2004 до 2021 гг. в Устьянский муниципальный район входили 16 муниципальных образований, в том числе 1 городское поселение и 15 сельских поселений в границах сельсоветов.
| №        | Муниципальное образование | Административный центр      | Количество населённых пунктов | Население (чел.) | Площадь (км²) |
| -------- | ------------------------- | --------------------------- | ----------------------------- | ---------------- | ------------- |
| 1e-06    | Городское поселение       |                             |                               |                  |               |
| 1        | Октябрьское               | рабочий посёлок Октябрьский | 24                            | ↘10 333          | 799,44        |
| 1.000002 | Сельские поселения        |                             |                               |                  |               |
| 2        | Березницкое               | село Березник               | 10                            | ↗2028            | 662,51        |
| 3        | Бестужевское              | село Бестужево              | 17                            | ↘843             | 876,21        |
| 4        | Дмитриевское              | деревня Алферовская         | 13                            | ↘411             | 1178,03       |
| 5        | Илезское                  | посёлок Илеза               | 7                             | ↗720             | 883,47        |
| 6        | Киземское                 | посёлок Кизема              | 3                             | ↗2297            | 816,27        |
| 7        | Лихачёвское               | посёлок Мирный              | 7                             | ↘340             | 765,68        |
| 8        | Лойгинское                | посёлок Лойга               | 2                             | ↘542             | 649,38        |
| 9        | Малодорское               | деревня Малодоры            | 21                            | ↘769             | 274,07        |
| 10       | Орловское                 | деревня Дубровская          | 5                             | ↘235             | 144,33        |
| 11       | Плосское                  | деревня Левоплосская        | 11                            | ↘410             | 694,19        |
| 12       | Ростовско-Минское         | деревня Ульяновская         | 68                            | ↘1096            | 623,09        |
| 13       | Синицкое                  | посёлок Кидюга              | 6                             | ↘300             | 777,62        |
| 14       | Строевское                | село Строевское             | 14                            | ↘863             | 704,53        |
| 15       | Череновское               | деревня Кадыевская          | 8                             | ↘327             | 646,28        |
| 16       | Шангальское               | село Шангалы                | 18                            | ↘3719            | 229,27        |

В апреле 2021 года было упразднено Строевское сельское поселение, объединенное с Березницким.
В сентябре 2022 года все сельские и городское поселения были упразднены и вместе со всем муниципальным районом преобразованы путём их объединения в Устьянский муниципальный округ.

## Населённые пункты
В Устьянском районе 230 населённых пункта.
| №   | Населённый пункт     | Тип             | Население | Бывшее муниципальное образование |
| --- | -------------------- | --------------- | --------- | -------------------------------- |
| 1   | Аверкиевская         | деревня         | ↗22       | Шангальское                      |
| 2   | Автономовская        | деревня         | →2        | Ростовско-Минское                |
| 3   | Акичкин Починок      | деревня         | →47       | Бестужевское                     |
| 4   | Аксёновская          | деревня         | ↗27       | Бестужевское                     |
| 5   | Алекино              | деревня         | ↘7        | Ростовско-Минское                |
| 6   | Алексеевская         | деревня         | →10       | Ростовско-Минское                |
| 7   | Алешковская          | деревня         | →0        | Ростовско-Минское                |
| 8   | Алферовская          | деревня         | ↗343      | Дмитриевское                     |
| 9   | Андреев Починок      | деревня         | ↘2        | Бестужевское                     |
| 10  | Антипинская          | деревня         | ↘8        | Ростовско-Минское                |
| 11  | Анциферовская        | деревня         | →3        | Октябрьское                      |
| 12  | Арефинская           | деревня         | →8        | Ростовско-Минское                |
| 13  | Армино               | деревня         | →0        | Дмитриевское                     |
| 14  | Беклемишевская       | деревня         | →0        | Череновское                      |
| 15  | Белоусово            | деревня         | ↗1        | Октябрьское                      |
| 16  | Беляевская           | деревня         | ↘2        | Октябрьское                      |
| 17  | Бережная             | деревня         | ↘30       | Березницкое                      |
| 18  | Бережная             | деревня         | ↗328      | Бестужевское                     |
| 19  | Бережная             | деревня         | ↗24       | Орловское                        |
| 20  | Березник             | село            | ↗695      | Березницкое                      |
| 21  | Березник             | деревня         | →2        | Ростовско-Минское                |
| 22  | Бестужево            | село            | ↗276      | Бестужевское                     |
| 23  | Богачевская          | деревня         | ↘6        | Ростовско-Минское                |
| 24  | Богдановский         | посёлок         | ↗384      | Березницкое                      |
| 25  | Большая Вирова       | деревня         | ↘9        | Малодорское                      |
| 26  | Большая Медвежевская | деревня         | ↗8        | Ростовско-Минское                |
| 27  | Большое Пенье        | деревня         | ↗8        | Березницкое                      |
| 28  | Большой Дор          | деревня         | ↗13       | Малодорское                      |
| 29  | Бор                  | хутор           | ↗10       | Березницкое                      |
| 30  | Бородинская          | деревня         | ↗42       | Дмитриевское                     |
| 31  | Бритвино             | деревня         | ↗54       | Лихачёвское                      |
| 32  | Будрино              | деревня         | ↗46       | Березницкое                      |
| 33  | Бываловская          | деревня         | ↘10       | Октябрьское                      |
| 34  | Васильевская         | деревня         | ↘0        | Ростовско-Минское                |
| 35  | Васьковская          | деревня         | →0        | Синицкое                         |
| 36  | Вахрушевская         | деревня         | ↗5        | Октябрьское                      |
| 37  | Вежа                 | деревня         | ↗195      | Березницкое                      |
| 38  | Великая              | деревня         | ↗38       | Дмитриевское                     |
| 39  | Веригинская          | деревня         | ↗69       | Бестужевское                     |
| 40  | Веригинская          | деревня         | ↗3        | Ростовско-Минское                |
| 41  | Верхняя Поржема      | деревня         | ↗17       | Октябрьское                      |
| 42  | Верховская           | деревня         | ↘2        | Малодорское                      |
| 43  | Вонжуга              | посёлок         | ↘12       | Киземское                        |
| 44  | Выставка             | деревня         |           | Ростовско-Минское                |
| 45  | Глазанова            | деревня         | ↗44       | Малодорское                      |
| 46  | Глубокий             | деревня         | ↗7        | Бестужевское                     |
| 47  | Глубокий             | посёлок         | ↗408      | Бестужевское                     |
| 48  | Горочная             | деревня         | ↗1        | Малодорское                      |
| 49  | Горский              | выселок         | ↗5        | Ростовско-Минское                |
| 50  | Горылец              | деревня         | ↗51       | Березницкое                      |
| 51  | Грунцовская          | деревня         | ↘57       | Березницкое                      |
| 52  | Дубровская           | деревня         | ↗287      | Орловское                        |
| 53  | Дубровская           | деревня         | ↘35       | Ростовско-Минское                |
| 54  | Дудино               | деревня         | ↗68       | Березницкое                      |
| 55  | Дудинская            | деревня         | ↘24       | Ростовско-Минское                |
| 56  | Евсютинская          | деревня         | ↘1        | Ростовско-Минское                |
| 57  | Едьма                | деревня         | ↗196      | Березницкое                      |
| 58  | Ершевская            | деревня         | ↗4        | Ростовско-Минское                |
| 59  | Задорье              | деревня         | ↗102      | Березницкое                      |
| 60  | Заостровье           | деревня         | ↗120      | Шангальское                      |
| 61  | Заречье              | деревня         | ↗9        | Синицкое                         |
| 62  | Зарузская            | деревня         | ↘0        | Малодорское                      |
| 63  | Заручевская          | деревня         | ↗2        | Ростовско-Минское                |
| 64  | Захаровская          | деревня         | ↗2        | Ростовско-Минское                |
| 65  | Захаровская          | деревня         | ↘0        | Ростовско-Минское                |
| 66  | Заячевская           | деревня         | →2        | Ростовско-Минское                |
| 67  | Заячерицкий Погост   | деревня         | →0        | Ростовско-Минское                |
| 68  | Зубаревская          | деревня         | ↘2        | Ростовско-Минское                |
| 69  | Зыково               | деревня         | ↘7        | Березницкое                      |
| 70  | Ивашевская           | деревня         | ↗79       | Бестужевское                     |
| 71  | Илатово              | деревня         | ↘14       | Лихачёвское                      |
| 72  | Илеза                | посёлок         | ↗1299     | Илезское                         |
| 73  | Ион-Горка            | деревня         | ↘104      | Шангальское                      |
| 74  | Исаевская            | деревня         | ↗45       | Плосское                         |
| 75  | Исаковская           | деревня         | →2        | Березницкое                      |
| 76  | Исаковская           | деревня         | →0        | Ростовско-Минское                |
| 77  | Исаковская           | деревня         | ↗6        | Ростовско-Минское                |
| 78  | Кадыевская           | деревня         | ↘75       | Череновское                      |
| 79  | Казарма 880-881 км   | посёлок         | ↘19       | Октябрьское                      |
| 80  | Казарма 884 км       | посёлок         | →0        | Октябрьское                      |
| 81  | Казово               | посёлок         | ↗10       | Лихачёвское                      |
| 82  | Камкинская           | деревня         | ↗113      | Шангальское                      |
| 83  | Карповская           | деревня         | ↗43       | Плосское                         |
| 84  | Квазеньга            | посёлок         | ↗450      | Череновское                      |
| 85  | Кезоминская          | деревня         | →0        | Череновское                      |
| 86  | Кидюга               | посёлок         | ↗407      | Синицкое                         |
| 87  | Кизема               | посёлок         | ↗3651     | Киземское                        |
| 88  | Климовская           | деревня         | →0        | Ростовско-Минское                |
| 89  | Клон                 | деревня         | ↘2        | Илезское                         |
| 90  | Кондратовская        | деревня         | ↗135      | Дмитриевское                     |
| 91  | Кононовская          | деревня         | ↗86       | Шангальское                      |
| 92  | Конятинская          | деревня         | →7        | Ростовско-Минское                |
| 93  | Коптяевская          | деревня         | ↗72       | Орловское                        |
| 94  | Костылево            | деревня         | ↘61       | Октябрьское                      |
| 95  | Костылево            | посёлок         | ↘635      | Октябрьское                      |
| 96  | Кочкурга             | деревня         | →0        | Илезское                         |
| 97  | Красный              | хутор           | ↘2        | Шангальское                      |
| 98  | Красный Бор          | посёлок         | ↘24       | Октябрьское                      |
| 99  | Крыловская           | деревня         | ↗20       | Ростовско-Минское                |
| 100 | Кузоверская          | деревня         | ↘62       | Березницкое                      |
| 101 | Кузьминская          | деревня         | ↗5        | Ростовско-Минское                |
| 102 | Кукуево              | деревня         | →2        | Дмитриевское                     |
| 103 | Куриловская          | деревня         | ↗34       | Дмитриевское                     |
| 104 | Кустовская           | деревня         | →0        | Малодорское                      |
| 105 | Ларютинская          | деревня         | ↗43       | Ростовско-Минское                |
| 106 | Левинская            | деревня         | →0        | Ростовско-Минское                |
| 107 | Левогорочная         | деревня         | ↗75       | Плосское                         |
| 108 | Левоплосская         | деревня         | ↗205      | Плосское                         |
| 109 | Леонтьевская         | деревня         | ↘5        | Октябрьское                      |
| 110 | Лихачево             | деревня         | ↘34       | Лихачёвское                      |
| 111 | Лойга                | посёлок         | ↘1240     | Лойгинское                       |
| 112 | Лосевская            | деревня         | ↘6        | Октябрьское                      |
| 113 | Лукияновская         | деревня         | →0        | Ростовско-Минское                |
| 114 | Лущево               | деревня         | ↗13       | Дмитриевское                     |
| 115 | Лыловская            | деревня         | →0        | Малодорское                      |
| 116 | Ляпуновская          | деревня         | ↘1        | Ростовско-Минское                |
| 117 | Майдан               | хутор           | →2        | Череновское                      |
| 118 | Максимовская         | деревня         | ↗7        | Ростовско-Минское                |
| 119 | Малая                | деревня         | ↘1        | Ростовско-Минское                |
| 120 | Малая Вирова         | деревня         | ↗94       | Малодорское                      |
| 121 | Малиновка            | деревня         | ↘21       | Шангальское                      |
| 122 | Малодоры             | село            | ↗458      | Малодорское                      |
| 123 | Малое Пенье          | деревня         | ↘17       | Березницкое                      |
| 124 | Маломедвежевская     | деревня         | ↗65       | Ростовско-Минское                |
| 125 | Малый Дор            | деревня         | ↗87       | Малодорское                      |
| 126 | Маньшинская          | деревня         | ↗26       | Дмитриевское                     |
| 127 | Маренинская          | деревня         | ↗136      | Малодорское                      |
| 128 | Матвеевская          | деревня         | →0        | Ростовско-Минское                |
| 129 | Медвежье             | деревня         | ↘0        | Синицкое                         |
| 130 | Милославская         | деревня         | ↗21       | Шангальское                      |
| 131 | Мирный               | посёлок         | ↗476      | Лихачёвское                      |
| 132 | Митинская            | деревня         | ↘24       | Орловское                        |
| 133 | Михайловская         | деревня         | ↘11       | Октябрьское                      |
| 134 | Михалёво             | деревня         | ↗65       | Лихачёвское                      |
| 135 | Михалёвская          | деревня         | ↗65       | Плосское                         |
| 136 | Михеевская           | деревня         | ↗18       | Плосское                         |
| 137 | Мозоловская          | деревня         | ↘21       | Ростовско-Минское                |
| 138 | Моисеевская          | деревня         | →1        | Ростовско-Минское                |
| 139 | Мотоусовская         | деревня         | ↗3        | Ростовско-Минское                |
| 140 | Мягкославская        | деревня         | ↘24       | Октябрьское                      |
| 141 | Набережная           | деревня         | ↗8        | Бестужевское                     |
| 142 | Наволок              | деревня         | ↗9        | Березницкое                      |
| 143 | Нагорская            | деревня         | ↗424      | Ростовско-Минское                |
| 144 | Назаровская          | деревня         | ↘7        | Дмитриевское                     |
| 145 | Наумовская           | деревня         | →4        | Малодорское                      |
| 146 | Неклюдовская         | деревня         | →0        | Октябрьское                      |
| 147 | Нижнеборская         | деревня         | ↗95       | Шангальское                      |
| 148 | Никитинская          | деревня         | →26       | Бестужевское                     |
| 149 | Нос-Сады             | деревня         | →0        | Орловское                        |
| 150 | Обонеговская         | деревня         | ↘0        | Ростовско-Минское                |
| 151 | Окатовская           | деревня         | ↗3        | Плосское                         |
| 152 | Октябрьский          | рабочий посёлок | ↘9008     | Октябрьское                      |
| 153 | Орюковская           | деревня         | ↗26       | Ростовско-Минское                |
| 154 | Павлицево            | деревня         | ↗81       | Октябрьское                      |
| 155 | Патрушевская         | деревня         | ↘7        | Ростовско-Минское                |
| 156 | Пашутинская          | деревня         | ↘9        | Ростовско-Минское                |
| 157 | Первомайский         | посёлок         | ↗72       | Илезское                         |
| 158 | Первомайский         | посёлок         | ↗168      | Лихачёвское                      |
| 159 | Переслигинская       | деревня         | ↗4        | Ростовско-Минское                |
| 160 | Пестово              | деревня         | →24       | Бестужевское                     |
| 161 | Петраково            | деревня         | ↘0        | Ростовско-Минское                |
| 162 | Петраково            | деревня         | →0        | Октябрьское                      |
| 163 | Пирятинская          | деревня         | ↗28       | Плосское                         |
| 164 | Плесевская           | деревня         | ↗63       | Шангальское                      |
| 165 | Погорельская         | деревня         | →0        | Ростовско-Минское                |
| 166 | Подгорная            | деревня         | ↘43       | Малодорское                      |
| 167 | Подосенова           | деревня         | →5        | Малодорское                      |
| 168 | Починовская          | деревня         | →16       | Шангальское                      |
| 169 | Пошиваевская         | деревня         | ↗2        | Ростовско-Минское                |
| 170 | Правогорочная        | деревня         | →0        | Плосское                         |
| 171 | Правоплосская        | деревня         | ↗38       | Плосское                         |
| 172 | Прилуки              | деревня         | →69       | Березницкое                      |
| 173 | Прокопцевская        | деревня         | ↘219      | Октябрьское                      |
| 174 | Пыркино              | деревня         | ↘0        | Череновское                      |
| 175 | Романовская          | деревня         | →4        | Ростовско-Минское                |
| 176 | Рубчевская           | деревня         | →0        | Ростовско-Минское                |
| 177 | Рыжковская           | деревня         | ↘43       | Октябрьское                      |
| 178 | Сабуровская          | деревня         | ↘48       | Березницкое                      |
| 179 | Сарбала              | деревня         | ↗47       | Ростовско-Минское                |
| 180 | Семушинская          | деревня         | →0        | Ростовско-Минское                |
| 181 | Сенгос               | посёлок         | →96       | Киземское                        |
| 182 | Синики               | деревня         | ↗158      | Синицкое                         |
| 183 | Скочевская           | деревня         | ↘0        | Ростовско-Минское                |
| 184 | Соболевская          | деревня         | ↗15       | Бестужевское                     |
| 185 | Советский            | посёлок         | ↗514      | Шангальское                      |
| 186 | Сокиринская          | деревня         | ↗11       | Ростовско-Минское                |
| 187 | Спасская             | деревня         | ↗97       | Малодорское                      |
| 188 | Становская           | деревня         | ↗8        | Ростовско-Минское                |
| 189 | Степанов Прилук      | деревня         | ↗21       | Шангальское                      |
| 190 | Стешевская           | деревня         | ↘6        | Ростовско-Минское                |
| 191 | Строевское           | село            | ↘534      | Березницкое                      |
| 192 | Студенец             | посёлок         | ↗415      | Плосское                         |
| 193 | Сулонда              | посёлок         | ↘41       | Илезское                         |
| 194 | Сушзавода            | посёлок         | ↗29       | Октябрьское                      |
| 195 | Тарасовская          | деревня         | ↗75       | Дмитриевское                     |
| 196 | Тарасонаволоцкая     | деревня         | ↗244      | Шангальское                      |
| 197 | Тереховская          | деревня         | ↗4        | Ростовско-Минское                |
| 198 | Толстиковская        | деревня         | ↗9        | Ростовско-Минское                |
| 199 | Туриха               | деревня         | ↘0        | Бестужевское                     |
| 200 | Угольская            | деревня         | ↘20       | Ростовско-Минское                |
| 201 | Ульюха               | посёлок         | ↘63       | Березницкое                      |
| 202 | Ульяновская          | деревня         | ↗551      | Ростовско-Минское                |
| 203 | Усачевская           | деревня         | ↘6        | Ростовско-Минское                |
| 204 | Уфтюга               | посёлок         | ↘2        | Лойгинское                       |
| 205 | Филинская            | деревня         | ↗134      | Ростовско-Минское                |
| 206 | Фомин Починок        | деревня         | →0        | Бестужевское                     |
| 207 | Хариловская          | деревня         | →0        | Ростовско-Минское                |
| 208 | Царевская            | деревня         | ↗12       | Ростовско-Минское                |
| 209 | Чадрома              | деревня         | ↗104      | Октябрьское                      |
| 210 | Череновская          | деревня         | ↘33       | Череновское                      |
| 211 | Черновская           | деревня         | ↘2        | Малодорское                      |
| 212 | Чернополье           | деревня         | →7        | Синицкое                         |
| 213 | Чуриловская          | деревня         | ↘0        | Малодорское                      |
| 214 | Шалимова             | деревня         | ↗7        | Бестужевское                     |
| 215 | Шангалы              | станция         | ↗1        | Илезское                         |
| 216 | Шангалы              | село            | ↗2330     | Шангальское                      |
| 217 | Шастов Починок       | деревня         | →0        | Октябрьское                      |
| 218 | Шаткурга             | деревня         | ↘19       | Череновское                      |
| 219 | Шеломенская          | деревня         | ↗25       | Шангальское                      |
| 220 | Шеломечко            | деревня         | ↘17       | Малодорское                      |
| 221 | Ширшовская           | деревня         | ↘10       | Малодорское                      |
| 222 | Шоломовская          | деревня         | ↗2        | Ростовско-Минское                |
| 223 | Шурай                | посёлок         | ↗141      | Илезское                         |
| 224 | Щапинская            | деревня         | ↗166      | Березницкое                      |
| 225 | Щеколдинская         | деревня         | ↗187      | Дмитриевское                     |
| 226 | Щипцово              | деревня         | ↗18       | Березницкое                      |
| 227 | Юрятинская           | деревня         | ↗520      | Шангальское                      |
| 228 | Язовицы              | деревня         | →0        | Бестужевское                     |
| 229 | Якушевская           | деревня         | ↘11       | Малодорское                      |
| 230 | Ямная                | деревня         | ↗11       | Березницкое                      |

### Упразднённые населённые пункты
- В 2020 году упразднён посёлок Линяки[33].
- в 2024 году деревня Бережная (муниципальное образование «Ростовско-Минское») включена в состав деревни Ляпуновская, деревня Бережная (муниципальное образование «Шангальское») включена в состав села Шангалы и деревня Подгорная (Ростовско-Минское сельское поселение) включена в состав деревни Нагорская.

## Экономика
ГК, агрофирма «Устьянская», «Устьянская лесная колония 
в бывшем райцентре — селе Шангалы: Устьянский молочный завод, хлебозавод.
В январе 2008 года в деревне Кононовская открылся горнолыжный центр «Малиновка».

## Люди, связанные с районом
- В деревне Переслигинская родился Батурин Василий Ефимович (1896—1942) — русский и советский лётчик, краснознаменец (1919), полковник.
- В деревне Едьма родилась Роза Егоровна Шанина (1924—1945) — снайпер, кавалер ордена Славы. На её счету 54 подтверждённых уничтоженных солдата и офицера, среди которых 12 снайперов.
- В деревне Заячевская родился Александр Корнилович Едемский (1923—1971) — Герой Советского Союза (1945), полковник.
- В деревне Подосёновская родился Иосиф Илларионович Никитинский (1905—1974) — генерал-майор, начальник Главного архивного управления НКВД — МВД СССР в 1939—1947 годах.
- Жаворонков Василий Гаврилович (1906—1987) уроженец д. Кустовская — советский партийный и государственный деятель, герой Советского Союза. Министр торговли СССР 1948—1953), Министр государственного контроля СССР (1953—1956).[35]